# Fiałki
Fiałki is een plaats in het Poolse district  Brodnicki, woiwodschap Koejavië-Pommeren. De plaats maakt deel uit van de gemeente Górzno en telt 190 inwoners.